# Калаче, Раффаэле
Раффаэле Калаче (1863—1934) — итальянский композитор, виртуоз-мандолинист и мастер по изготовлению музыкальных инструментов.
Родился в Неаполе в семье мастера по изготовлению музыкальных инструментов Антонио Калаче. С детства обучался игре на мандолине и достиг больших успехов, став виртуозным исполнителем. Окончив с отличием Миланскую консерваторию, Раффаэле решил, что мандолина недостаточно оценена как инструмент, и последующие годы посвятил концертной деятельности, улучшению конструкции мандолины и сочинению произведений для неё.
Совместно с братом Николой Марией Калаче изготавливал мандолины высокого качества под маркой Fratelli Calace, а после разрыва с братом с 1900 года выпускал мандолины уже под своим именем.
Калаче написал более 200 произведений для мандолины и мандолины-люты, давал концерты по всей Европе, посетил с гастролями Японию, что вдохновило тысячи японцев заняться игрой на мандолине и где классическая мандолина популярна до сих пор.
Фирма музыкальных инструментов Калаче существует в Неаполе по сей день, её возглавляют внук Раффаэле Калаче-младший и правнучка Анна-Мария Калаче.